# 保利眞直

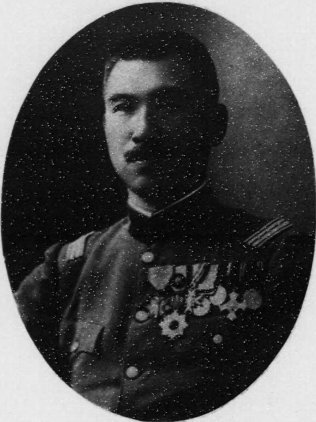
保利眞直

保利 眞直（ほり まさなお、1860年12月22日（万延元年11月11日） - 1929年（昭和4年）12月6日）は、明治から昭和初期の眼科医、医学博士、陸軍軍医学校長、宮内省侍医寮御用掛。最終階級は陸軍軍医監。位階および勲等、軍功は正四位・勲三等・功四級。

## 生涯
1860年12月22日（（旧暦）万延元年11月11日）、唐津藩典医保利文溟の次男として誕生する。1887年（明治20年）度に東京帝国大学医科大学を卒業し、大学同期には猪子吉人等がいた。大学卒業後日本陸軍講習生として大学院に入り、7月陸軍三等軍医（少尉相当）に任官した大学院修了後、医術開業試験試験委員・日本赤十字社病院眼科主幹等を歴任した。
1893年（明治26年）1月ドイツ留学を命じられベルリン大学に入り眼科学を修め、同年イタリアで開催された第11回国際医学会に出席、翌1894年（明治27年）6月オーストリアのウィーン大学に移り、1895年（明治28年）には再びドイツのハイデルベルク大学に、そしてフランスのパリ大学で学んだ後、1896年（明治29年）6月帰国した。
帰国後、日清戦争（明治二十七八年役）における陸軍省医務局の公式記録である明治二十七八年役陸軍衛生事蹟の編纂を委員として担当し、1897年（明治30年）には「陸軍薬局方（第二版）」の編纂にもあたった。この頃帝国大学一期上の岡田国太郎に替り軍医学校校長森林太郎の副官となった。1899年（明治32年）には、2月陸軍衛生会議議員となり、11月陸軍軍医として7人目の医学博士号を授与され、軍医学校教官となった。
1901年（明治34年）一旦休職を命じられるが、日露戦争勃発と共に復職し東京第一衛戍病院長事務取り扱い東京予備病院付きを命じられた。1911年（明治44年）1月陸軍軍医学校長に任じられた後、1912年（大正元年）9月軍医監（少将相当）近衛師団軍医部長に転じ、翌年7月休職を命じられ1914年（大正3年）予備役に編入となった。休職後特命を得、宮内省侍医寮御用掛となる傍らで自宅にて開業を行った。1929年（昭和4年）12月6日、卒去した。墓所は青山霊園。

## エピソード
- 保利調書[12]

1921年（大正10年）、裕仁親王（当時皇太子、のちの昭和天皇）の妃に内定していた久邇宮良子女王（のちの香淳皇后）について、家系に色盲の遺伝があるとして、元老山縣有朋らが女王及び同宮家に婚約辞退を迫った所謂『宮中某重大事件』において、眼科学の権威である保利は中村宮内大臣より良子女王の色弱の可能性について医学上の判断を求められ、同年10月11日『色盲遺伝に関する意見書』（通称『保利調書』）を作成し、侍医頭池辺棟三郎・宮内省御用掛三浦謹之助が意見書内容を確認した。この調書において保利は「皇子が誕生した場合半数が色盲になる恐れがあるから、問題が起きる前に現行の徴兵令を改めておく必要がある（徴兵令において色盲は軍人になれず、やがて陸海軍を統率する大元帥になる皇子が軍人になれない可能性があった）」との提言を行った。10月12日山県は中村宮内大臣より保利調書を見せられ、「このままでは皇統に瑕疵を残すことになる」として、良子女王の実家である久邇宮家へ妃内定への辞退勧告を行った。

## 論文・著作
- 「携帯眼鏡嚢解」（保利真直著 松崎留吉 1890年）
- 「偕行社紀事 第139号」 附録「国際医学会ニ関スル報告 第11回 保利真直編」（久田早苗 1894年）
- 「日本医学会誌 第1回」 P68「保利氏携帯眼鏡嚢ニ就テ 保利真直」（日本医学会 1894年）
- 「小眼科学」（保利真直訳 南江堂 1899年）
- 「眼底圖譜」（保利眞直譯述 南江堂書店 1901年）
- 「眼科学 全3巻」（保利真直著 保利真直 1902年）
- 「眼科学全書 全4巻」（保利真直訳述 南江堂書店 1904年）
- 「検眼器械解(保利氏)」（保利真直著 松崎蒼虬堂 1908年）
- 「屈折検眼鏡解」（保利真直著 松崎蒼虬堂 1908年）
- 「交感性眼炎」（保利真直著 島根用三 1911年）
- 「保利氏総合検眼装置解」（保利真直著 松崎蒼虬堂 1914年）
- 「実体検眼検影鏡兼視力計・屈折機検定器・近点検定器及諸種眼検測表並ニ図解」（保利真直 著 松崎留吉 1893）